# Tornese (cavallo)
Tornese (1952-1966), detto Il sauro volante, è stato un cavallo trottatore italiano.
Nato a Grandate, la sua paternità è attribuita a Pharaon (padre anche di Oriolo, cui Tornese assomigliava molto), ma per tutta la carriera il cavallo fu presentato ufficialmente come figlio di Tabac Blond. La madre era Balboa. Allenato e guidato inizialmente da Mario Santi, passò a Sergio Brighenti per tutto il resto della carriera, salvo circa un anno, tra autunno 1958 e '59, quando il proprietario Sebastiano Manzoni volle affidarlo a Gioacchino Ossani, detto "Cencio" . 
Famosi ed entusiasmanti i duelli di Tornese con Crevalcore, di un anno più giovane, esponente dell'Allevamento Orsi Mangelli poi passato (1959) ai colori toscani di Licia Giusti. Proprio in seguito alla sconfitta di Tornese da parte di Crevalcore nel Campionato Europeo di Cesena (settembre dello stesso anno), il "sauro volante" venne tolto a Cencio Ossani, "colpevole" di una guida troppo prudente nel match a due dopo la rottura iniziale dell'avversario, che rinvenne a batterlo in retta d'arrivo.
Memorabile, tra tante altre imprese, il record di 1'15"7 ottenuto da Tornese a Firenze nel maggio 1958 (Premio Duomo): primo trottatore italiano a scendere sotto l'1'16", misura cui era arrivato Crevalcore due mesi prima sulla veloce pista di Cagnes-sur-Mer, piazzandosi secondo dietro Jariolain.
Tornese fu a lungo considerato il più grande trottatore italiano (gareggiò fino al dicembre 1962), prima dell'avvento di Varenne, che viene a tutt’oggi (2020) ritenuto nell’opinione prevalente fra gli appassionati e gli esperti di trotto il più forte trottatore di tutti i tempi a livello mondiale. Il palmarès di Tornese vanta 229 corse disputate e 133 vittorie, delle quali 36 in Gran Premio.

## Principali vittorie

### Italia
- Gran Premio Lotteria di Agnano (3)
- Gran Premio delle Nazioni (2)
- Premio Freccia d'Europa (3)
- Gran Premio della Fiera (1)
- Premio ENCAT (3)
- Premio d'Inverno (2)
- Premio Tor di Valle (3)
- Premio Roma (2)
- Campionato Europeo (4)

### Francia
- Grand Critérium de Vitesse (2)